# Фенакит
Фенаки́т (от др.-греч. φéνaξ, род. п. φéνāκος — «обманщик», за схожесть с кварцем , англ. phenacite) — редкий минерал, ортосиликат бериллия.

## История открытия
Впервые фенакит был обнаружен в России, на Урале, в XIX веке директором Екатеринбургской гранильной фабрики Яковом Коковиным. Подробное описание нового минерала было сделано в 1833 г. шведским геологом А. Э. Норденшёльдом. Позже месторождения фенакита были открыты на территории Норвегии, Бразилии и Африки (Намибия, Зимбабве).

## Физико-химические свойства
В природе фенакит встречается преимущественно в виде обособленных кристаллов ромбоэдрической или призматической формы, иногда попадаются друзы, щётки и игольчатые агрегаты фенакита. Кристаллы фенакита обычно бывают бесцветными или белыми. Различные примеси, в том числе магния, придают фенакиту винно-жёлтый, розовый и реже бурый цвет.

## Месторождения
Самые крупные месторождения открыты на Урале (Россия), Мадагаскаре, Австрии, Минас-Жерайсе (Бразилия), Калифорнии (США), Крагере (Норвегия), Танзании, Италии, Шри-Ланке, Намибии и Зимбабве. 

## Применение
Прозрачные кристаллы используются в ювелирном деле. Несмотря на существенную твёрдость, они достаточно хрупкие, гранить их нелегко. Фенакит используется главным образом как коллекционный материал, и только изредка находит применение в виде вставок для изготовления кулонов и брошей.